# Marina Fioravanti
Marina Fioravanti Costa (São Bernardo do Campo, 6 de outubro de 1993) é jogadora de rugby brasileira.

## Biografia e carreira
Fioravanti é natural de São Bernardo do Campo, em São Paulo. Ela representou o Brasil nos Jogos Olímpicos de Tóquio 2020, onde a seleção brasileira terminou na 11.ª colocação.
Também representou o Brasil na Copa do Mundo de Rugby Sevens de 2022, realizada na Cidade do Cabo, na África do Sul, ficando em décimo primeiro lugar geral.
Em julho de 2023, ela foi convocada para a seleção brasileira para enfrentar a Colômbia por uma vaga na competição inaugural do WXV. Ela começou no primeiro de dois jogos contra a Colômbia, seu time perdeu por 23-24.